# Alrawia nutans
Alrawia nutans är en sparrisväxtart som först beskrevs av Per Erland Berg Wendelbo, och fick sitt nu gällande namn av Nathan Petter Herman Persson och Per Erland Berg Wendelbo. Alrawia nutans ingår i släktet Alrawia och familjen sparrisväxter. Inga underarter finns listade i Catalogue of Life.